# Jurij Łykow
Jurij Władimirowicz Łykow (ros. Юрий Владимирович Лыков; ur. 5 czerwca 1954 w Złatouście) – rosyjski szermierz reprezentujący ZSRR, dwukrotny medalista mistrzostw świata.
Podczas mistrzostw świata w Clermont-Ferrand w 1981 roku reprezentanci ZSRR w składzie: Władimir Smirnow, Aleksandr Romankow, Jurij Łykow, Sabirżan Ruzijew i Boris Fomienko zdobyli złoty medal w zawodach drużynowych. W tej samej konkurencji razem ze Smirnowem, Romankowem, Wladimerem Apciaurim i Witalijem Łogwinem zdobył kolejny złoty medal na mistrzostwach świata w Rzymie (1982).
Nigdy nie wziął udziału w igrzyskach olimpijskich.
Po zakończeniu kariery został trenerem. Odznaczony Orderem „Znak Honoru”